# Euproctis centrofascia
Euproctis centrofascia är en fjärilsart som beskrevs av Matsumura 1921. Euproctis centrofascia ingår i släktet Euproctis och familjen tofsspinnare. Inga underarter finns listade i Catalogue of Life.